# Río Sutla
El Sutla ( croata ) o Sotla ( esloveno ) es un río que atraviesa Eslovenia y Croacia, en su mayoría formando su frontera. Es un afluente del Sava, afluente del Danubio. Tiene una longitud de 89 kilómetros y una cuenca hidrográfica de 584 kilómetros cuadrados.

## Descripción general
El Sutla atraviesa los siguientes municipios:
- en Eslovenia: Rogatec, Rogaška Slatina, Podčetrtek, Bistrica ob Sotli, Brežice
- en Croacia: Đurmanec, Hum na Sutli, Desinić, Zagorska Sela, Klanjec, Kraljevec na Sutli, Brdovec

Los parámetros hidrológicos del Sutla se controlan regularmente en Croacia en Zelenjak .
El área de la cuenca del Sutla/Sotla entre Croacia y Eslovenia es inconsistente en las fuentes; las fuentes croatas afirman 343 km² o 455 km², mientras que las fuentes eslovenas afirman 477 km² o 451 km².
El parque Kozje (en esloveno: parque Kozjanski), creado en 1981 como Parque Conmemorativo de Trebče (Spominski park Trebče), está situado en el territorio esloveno al oeste del Sotla. Abarca 206 km² del paisaje de las colinas de Kozje (Kozjansko hribovje), incluidos los humedales a lo largo del Sotla. Es el hábitat de más de 120 especies de aves y de unas 950 especies de plantas superiores.
La primera mención conocida del Sutla fue en 1028, como Zontla. Se ha sugerido que los nombres Sutla y Sava están relacionados, pero esto es incierto.[cita requerida]  Otra teoría es que el nombre Sutla proviene de la raíz indoeuropea * su, que significa "cerdo". [cita requerida]